# André de Székély
André de Székély (dobai Székely Andor en hongrois, Andor Székély von Doba en allemand ; Lőcse, 16 avril 1877 - Paris 15e, 5 janvier 1964) est un peintre hongrois naturalisé français.

## Biographie
Il participe en 1908 au groupe d'action d'art le Mouvement visionnaire, avec les poètes Lucien Banville d'Hostel, Gabriel-Tristan Franconi, Roger Dévigne (alias George-Hector Mai), Bernard Marcotte, André Colomer, Fernand Locsen, le sculpteur Célestin Manalt, l'acteur Louis Jouvet et bien d'autres, et à la revue la Foire aux Chimères, organe du mouvement, dont il fait la couverture, et dont il est à la fois un des collaborateurs et un des fondateurs.
Il dessine ou peint les rues des pauvres, les ouvriers, les enfants des gueux.
Il expose une grande toile au Salon des indépendants.

## Œuvres
- Huit dessins dans Les Bâtisseurs de ville de Roger Dévigne, éd. Gastein-Serge, Paris, 1910.